# František Kristian Waldherr
František Kristian Waldherr, také Franz Christian Waldherr (27. října 1784, Žatec – 15. listopadu 1835, Praha), byl malíř-figuralista, grafik, ilustrátor, výtvarný pedagog a ředitel pražské Akademie.

## Život
František Kristian Waldherr pocházel z bavorské rodiny, usedlé ve Vilsbiburgu. Narodil se jako čtvrté dítě dva dny po otcově smrti v Žatci, kde matka krátkodobě pobývala na divadelní štaci. Brzy odcestovala s malým Franzem po dalších štacích, nejdříve k Lehmannově divadelní společnosti do Drážďan, kde Franze nechala na vychování u kočího. Později ho vzala s sebou k divadelní společnosti Emanuela Schikanedera a jeli přes Prahu do Vídně. U divadla se Františkovi zalíbila malba kulis a matka mu zaplatila domácího učitele. Dále cestovali do Lince, Štýrského Hradce, Innsbrucku a do Pasova. 
V Pasově se  Waldherr stal žákem biskupského knížecího malíře Josefa Berglera, který jej údajně adoptoval za vlastního. Když pasovský biskup Leopold Thun-Hohenstein přesídlil na odpočinek do Prahy, jeli s ním Bergler i jeho žák Waldherr. Tak se Waldherr roku 1800 dostal mezi první žáky na pražské kreslířské akademii (titul tehdy zněl Zeichnerakademie).
Později působil jako soukromý učitel kreslení. Po Berglerově onemocnění převzal roku 1827 výuku malby a grafickou dílnu na pražské Akademii a roku 1830 byl jmenován jejím ředitelem.
Byl členem a určitý čas také předsedou Společnosti vlasteneckých přátel umění v Čechách. 

## Žáci
Vilém Kandler, Josef Alexandr Koruna, Rudolf J. Müller,  Emanuel Max, Emanuel Rom, Václav Jan Seidan, Karel Würbs, Adolf Weidlich, Josef Vojtěch Hellich Stanislav Kasparides a Antonín Lhota.

## Dílo (výběr)
Waldherr byl figuralistou a Berglerovým epigonem stylu klasicismu. Kromě dvou portrétů se dochovaly historické a biblické náměty. Zanechal především kresby a ilustrace, provedl mj. sérii školních předloh a modelů pro žáky Akademie. 
- Hipokrates se svými žáky, olejomalba;
- Panna Marie s dětmi Ježíšem a Janem Křtitelem, olejomalba
- Tři ženy u Kristova hrobu; olejomalba; společně s Hipokratem (č. kat. 10) a Pannou Marií (č. kat. 26) vystaveno roku 1835 na výstavě Společnosti vlasteneckých přátel umění v Praze[3]
- Nanebevzetí Panny Marie, obraz na hlavním oltáři kostela Nanebevzetí Panny Marie v Mladé Vožici[4]
- Ilustrace evangelií: 44 kreseb podle Josefa Berglera; 1834
- Portrét Josefa Berglera, lept, 1836
- Vzpomínka na Josefa Beglera (Genius sedící na hrobě píše Berglerovo jméno na náhrobní desku), kresba křídou; grafická sbírka Národní galerie v Praze